# Treponema endemicum
Treponema endemicum è l'agente eziologico responsabile della sifilide umana a trasmissione non venerea. 
Tale patologia, nota con il nome di bejel, era conosciuta sin dai tempi della romanità, dove se ne ha riscontro in alcuni referti dei medici al seguito delle legioni di stanza nel bacino del Mediterraneo. 
Il bejel era ed è endemico soprattutto in Africa e Asia. La terapia odierna presenta il medesimo protocollo utilizzato per la sifilide venerea causata da Treponema pallidum, del quale a volte la specie è considerata una sottospecie (Treponema pallidum endemicum).